# Snellius–Descartes-törvény

Snellius–Descartes-törvény

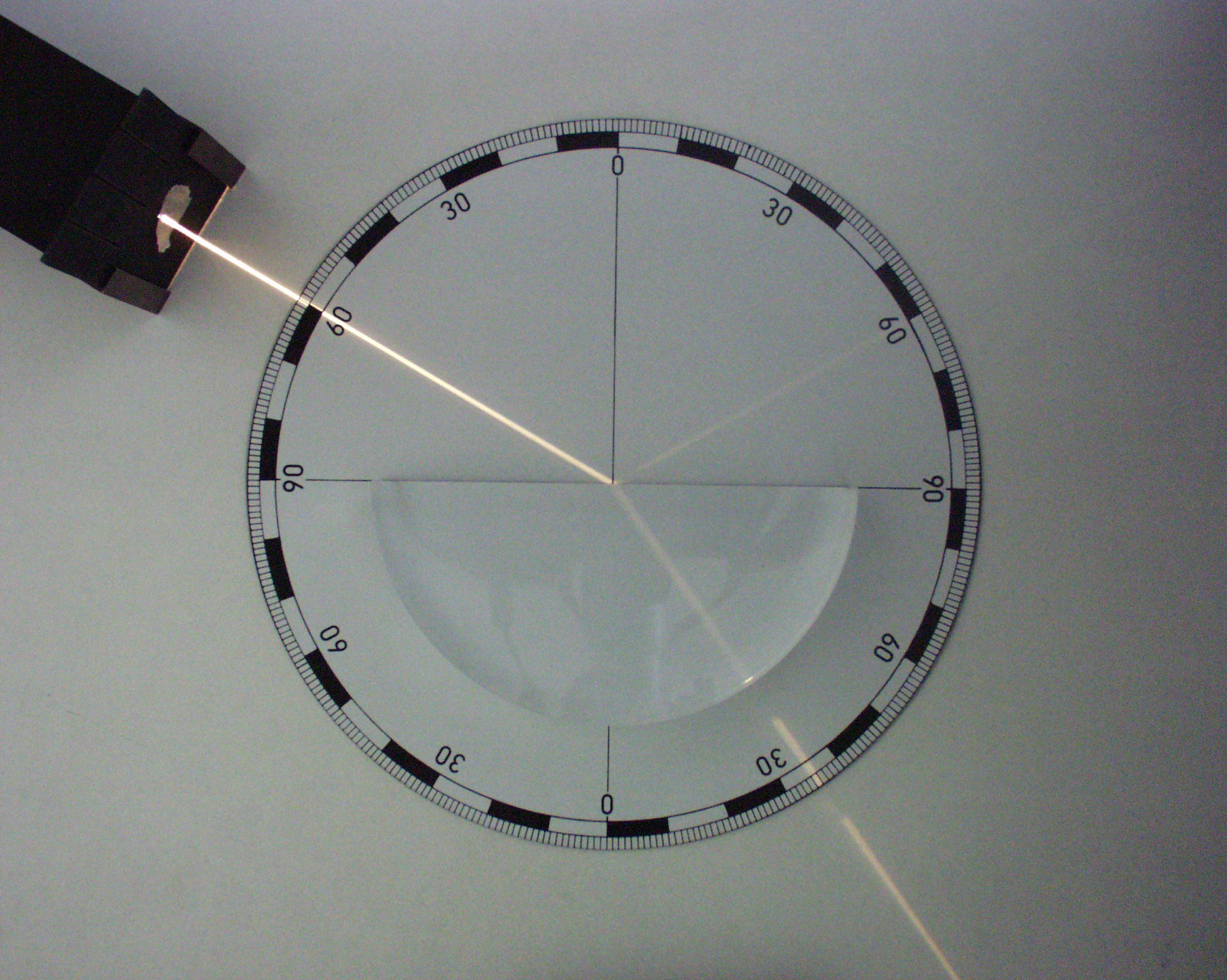
Fénytörés (α = 60°)

A fénytörés törvényének kvantitatív megfogalmazása Willebrord van Roijen Snellius (1591–1626) holland csillagász és matematikus, valamint René Descartes (1596–1650) francia filozófus, matematikus és természettudós nevéhez kötődik.
- A beeső fénysugár, a beesési merőleges és a megtört fénysugár egy síkban van.
- A merőlegesen beeső fénysugár nem törik meg.
- A beesési szög (α) szinuszának és a törési szög (β) szinuszának aránya a közegekben mért terjedési sebességek ({\displaystyle c_{1}}, {\displaystyle c_{2}}) arányával egyenlő, ami megegyezik a két közeg relatív törésmutatójával ({\displaystyle n_{2,1}}), azaz

{\displaystyle {\frac {\sin \alpha }{\sin \beta }}={\frac {c_{1}}{c_{2}}}={\frac {n_{2}}{n_{1}}}=n_{2,1}}
Snellius és Descartes kortársa, Pierre Fermat (1601–1665) francia matematikus és fizikus ezeket a törvényeket egyetlen közös elvre vezette vissza. A „legrövidebb idő elve” vagy Fermat-elv (1662) alapgondolata a következő volt: két pont között a geometriailag lehetséges (szomszédos) utak közül a fény a valóságban azt a pályát követi, amelynek a megtételéhez a legrövidebb időre van szüksége. Ebből például már a homogén közegben való egyenes vonalú terjedés magától értetődően következik, mint ahogy a fényút megfordíthatóságának elve is. Fermat elve azért is jelentős, mert a természet egyszerűségén kívül nem támaszkodik semmilyen fajta mélyebb metafizikai megalapozásra, mégis a geometriai optika minden törvényszerűsége levezethető belőle.
Amíg a fényvisszaverődésre vonatkozó „legrövidebb út elvét” már Hérón (i. e. 1. sz.) görög (alexandriai) matematikus és fizikus is ismerte, addig a „legrövidebb idő elve” és annak fénytörésre való alkalmazása Fermat eredeti gondolata.

## Külső hivatkozások
- Magyarított interaktív Flash szimuláció a fénytörésről Archiválva 2012. október 13-i dátummal a Wayback Machine-ben és a fényvisszaverődésről. Szerző: David M. Harrison